# 氯甲酸-9-芴甲酯
氯甲酸-9-芴甲酯（FMOC-Cl）是9-芴甲醇的氯甲酸酯。它用於使芴甲氧羰基（FMOC group）形成芴甲氧羰基氨基甲酸酯FMOC carbamate。

## 製備
氯甲酸-9-芴甲酯可以由9-芴甲醇和碳醯氯反应製備：

## 反應
FMOC carbamate通常作為胺的保護基。例如：Fmoc-Cl的Fmoc基團會與胺基作用。
其他常見製備芴甲氧羰基（Fmox group）的方法是透過9 - 芴基甲基琥珀酰亞胺基碳酸酯 9-fluorenylmethyl succinimidyl carbonate（FMOC-OSu），本身由Fmoc-Cl與雙環己基銨鹽（dicyclohexylammonium）中的N-羥基琥珀酰亞胺（N-hydroxysuccinimide）反應獲得。
在piperidine溶液中，會被鹼分離。
Fmoc保護基大量使用在胜肽鍵的合成法中，保護基可以在piperidine溶液中被去除，因此不會干擾胜肽鏈與樹脂之間的酸性連接物
此外Fmoc具有強螢光性，可以與不對UV反應的化合物進行連結，得到帶有Fmoc團的衍生物，該衍生物可以應用於反相液相層析析。使用FMOC-Cl分析，必須要先去除額外的荧光，因此不適合用於層析法